# Histriobdella homari
Espèce
Histriobdella homari est une espèce d'annélides polychètes. c'est l'espèce type de son genre.